# Zonquasdrift
Zonquasdrift ist der Name einer Farm am Berg River in Südafrika. Sie befindet sich etwa eineinviertel Autostunden nördlich von Kapstadt. Im Riebeek Valley gelegen, wurde sie 1718 erstmals urkundlich Dirk Cotzee gewährt, nachdem im selben Gebiet zuvor schwere Kämpfe mit einem Khoikhoi- bzw. San-Stamm, der von Viehzucht lebte, stattgefunden hatten.

## Historische Bedeutung
Bedeutung erhielt der Ort Zonquasdrift als Verteidigungsposten der Siedler am Drift (dt. Furt) des Berges Rivers. Er war einer der wenigen Stellen, an denen der Übergang zwischen dem nördlichen Gebiet der Siedler und dem südlichen der Khoikhoi möglich war. In manchen historischen Landkarten ist das Gebiet der San mit dem Namen Zonqua oder auch Sonkwa gekennzeichnet. Vermutlich ist dies eine andere Bezeichnung für die Khoikhoi, die Bedeutung von Zonquasdrift also: die Furt der Zonqua.

## Geschichte
Im 17. Jahrhundert lebten viele Flusspferde im breiten Berg River. Pieter Cruythoff schrieb am 4. Februar 1662: „Wir sahen etwa 13 Pferde (wahrscheinlich Quagga), 5 Nashörner und tausende Kuhantilopen. Wir wurden sogar von einem Löwen verfolgt.“ 1673 und 1674 wurden Scharmützel am Flussübergang Zonquasdrift geführt. Der San-Führer Gonema starb 1684. Schon 1720 – weniger als 70 Jahre nach Ankunft der Siedler – waren die Einheimischen, die das Tal Hunderte von Jahren bewohnt hatten, als unabhängiges Volk nicht mehr vorhanden.
In einem Wirtschaftsgebäude auf Zonquasdrift gibt es immer noch Schießscharten in der Wand, die darauf hindeuten, dass Zonquasdrift schon lange, bevor es als Farm bewirtschaftet wurde, den Siedlern als Verteidigungsposten und/oder Grenzposten diente. Im 18. Jahrhundert wechselt die Farm oft ihren Besitzer, bis sie von J. C. Redelynghuys 1801 gekauft wurde. Er hat wahrscheinlich das Haupthaus gebaut, da auf dem Giebel die Jahreszahl 1801 steht und diese Art Giebel nicht vorher gebaut wurden. Das Haus wurde erstmals als historisches Monument der Klasse 2 unter dem Historic Sites Act klassifiziert.
Auf dem kleinen Friedhof liegt eine Frau le Roux begraben. Sie hatte im ausgehenden 19. Jahrhundert drei benachbarte Farmen in der Gegend gekauft und jedem Sohn eine Farm vererbt. Diese drei Farmen sind Goudklip, Constantia und Zonquasdrift. Angeblich ist Zonquasdrift der Geburtsort von Jan Smuts.